# Adam Jones (musicus)

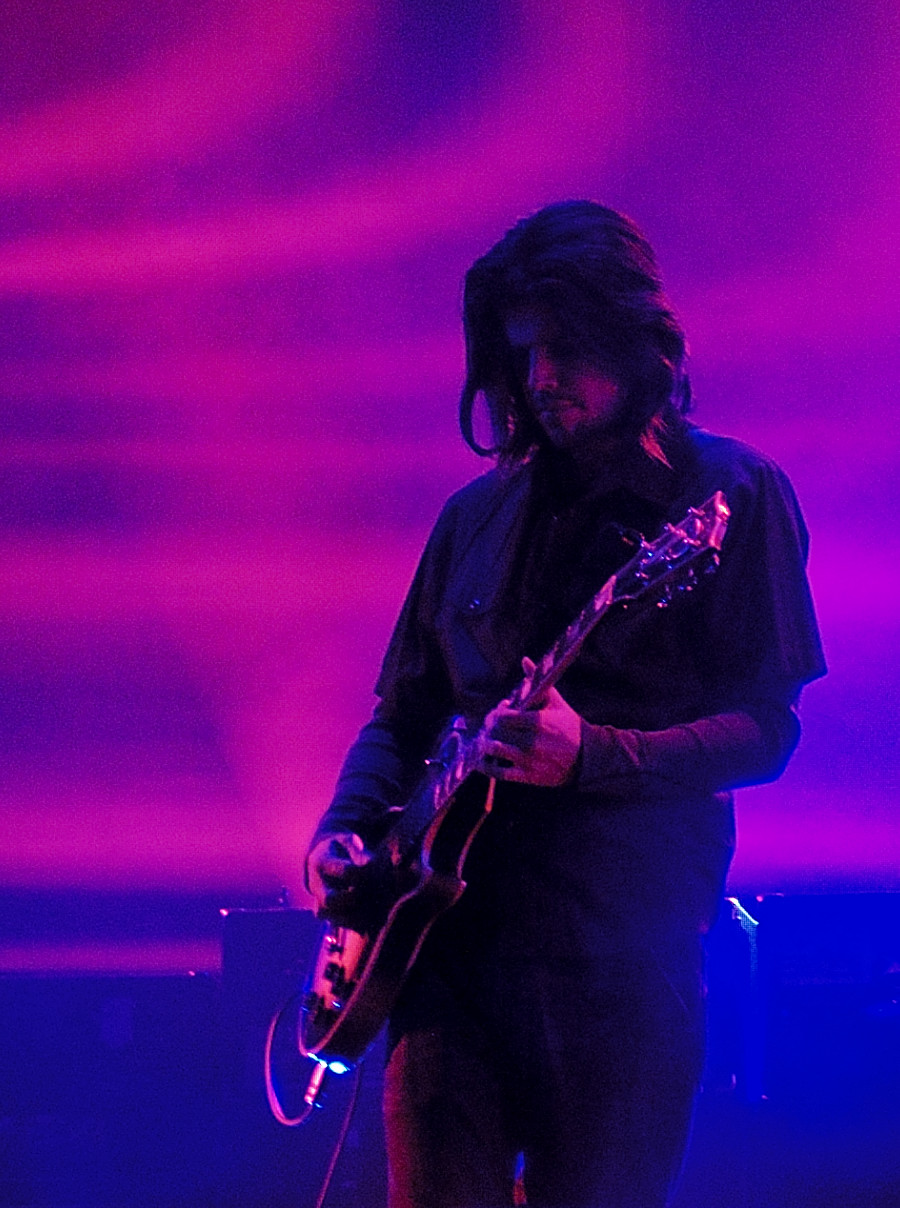
Adam Jones

Adam Thomas Jones (Libertyville (Illinois), 15 januari 1965) is een (Amerikaans) gitarist. Hij werd bekend als de gitarist van de rockband Tool. 
Jones is een van de creatieve geesten achter de muziek en kunstuitingen van Tool, maar staat ook te boek als een gerespecteerd visueel-kunstenaar. 
Jones speelde van kleins af aan viool en later bas, onder meer in een band samen met Tom Morello van Rage Against the Machine. Totdat hij de gitaar ontdekte en de andere instrumenten naast zich liet liggen. Vanaf de jaren 90 zorgt Jones met zijn band Tool dat er verandering komt in de rock-muziek. Tool wordt inmiddels gezien als een van de grondleggers van de hedendaagse rock-muziek.
Naast de muziek studeerde Jones make-up techniek en film techniek aan de universiteit en begon te werken als special effects designer. Deze technieken zijn later van pas gekomen bij de clips van zijn band Tool. 
Nadat hij in 1987 afstudeerde heeft Jones gewerkt aan TV shows als Monsters en ontwierp hij poppen voor o.a. de films Jurassic Park, Ghostbusters II en Terminator 2.

## Muzikale uitrusting

### Gitaren
- Gibson Silverburst Les Paul Customs
- Gibson SG (Studio)
- Gibson Flying V

### Versterkers
- 1976 Marshall Super Bass
- Diezel VH4 "blueface"
- Mesa/Boogie Dual Rectifier 2 Channel

### Effecten
- Ibanez Flanger
- Ibanez Digital Delay
- BOSS GE-7 Equalizer
- Gig-FX Chopper Effects Pedal
- Ernie Ball Standard Volume Pedal
- Dunlop CryBaby BB-535 Wah

- Bibsys: 6080784
- Bibliothèque nationale de France: cb150593377 (data)
- International Standard Name Identifier: 0000 0003 6316 2405
- Library of Congress Control Number: nb2011026981
- MusicBrainz: 82856c21-c448-4432-bc79-97009b7eb853
- Virtual International Authority File: 224870951
- WorldCat: E39PBJmP6P6kR7xfkQCJHJVKVC